# Garwolin (Landgemeinde)
Die Gmina wiejska Garwolin [gar'vɔlin] ist eine selbständige Landgemeinde in Polen im Powiat Garwoliński in der Woiwodschaft Masowien. Ihr Sitz befindet sich in der Stadt Garwolin. Die Landgemeinde, zu der die Stadt Garwolin selbst nicht gehört, hat eine Fläche von 136 km², auf der (Stand: 31. Dezember 2020) 13.371 Menschen leben.

## Geographie

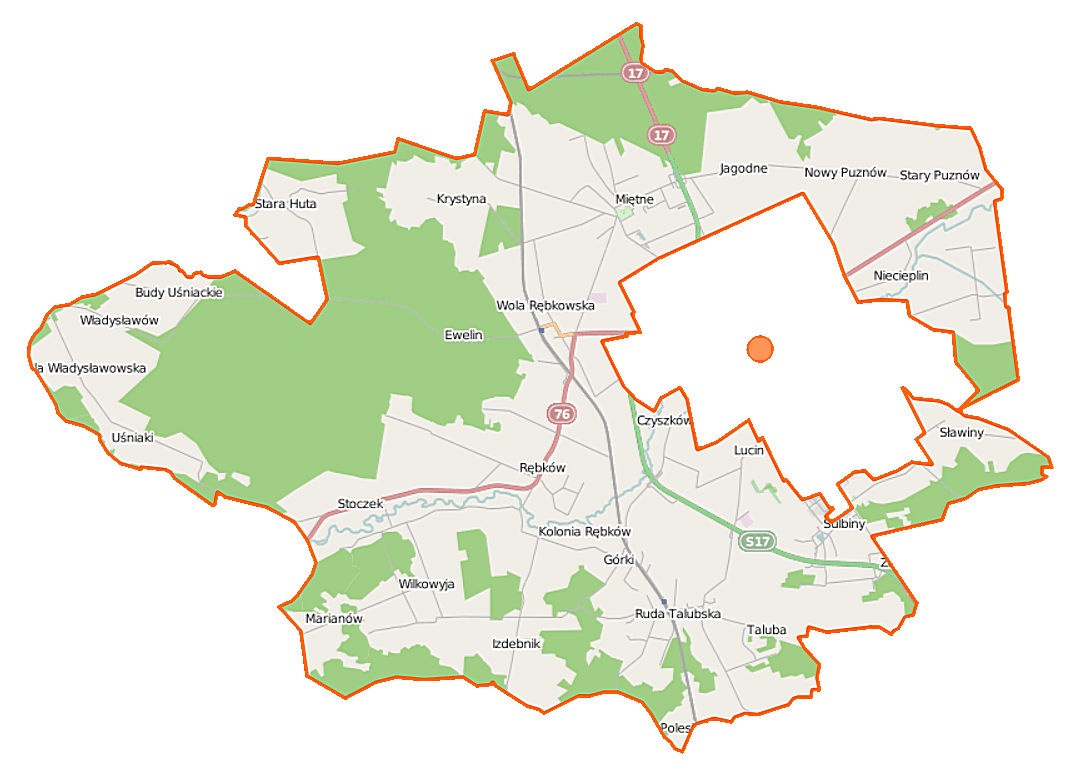
Karte der Landgemeinde

Das Gebiet der Landgemeinde umgibt die Stadt Garwolin an allen Seiten.

## Geschichte
Von 1975 bis 1998 gehörte die Landgemeinde zur Woiwodschaft Siedlce.

## Gemeindegliederung
Die Landgemeinde Garwolin besteht aus 27 Schulzenämtern:
Budy Uśniackie
Czyszkówek
Ewelin
Górki
Izdebnik
Jagodne
Krystyna
Lucin-Natalia
Miętne
Niecieplin
Nowy Puznów
Parcele-Rębków
Rębków
Ruda Talubska
Sławiny
Stara Huta
Stary Puznów
Stoczek
Sulbiny
Taluba-Feliksin
Unin-Kolonia
Uśniaki
Wilkowyja
Władysławów
Wola Rębkowska
Wola Władysławowska
Zakącie
Weitere Orte der Landgemeinde sind Henryczyn, Huta Garwolińska, Marianów und Siedem Mórg.